# Crisis de mayo de 1947
La crisis de mayo de 1947, también conocida como la crisis de exclusión, se refiere a los movimientos políticos ocurridos en los gobiernos de Italia y Francia en mayo de 1947 que tuvieron como consecuencia la expulsión de los comunistas de estos gobiernos. La historiografía suele considerar que esta crisis supuso el comienzo de la Guerra Fría en Europa occidental.
Así pues, los ministros de los partidos comunistas que formaban parte de los gobiernos europeos de unidad nacional en Italia, Francia, Luxemburgo y Bélgica fueron expulsados a lo largo de 1947, en todos los casos por la presión ejercida por Estados Unidos para ver cumplidos sus deseos. Estas maniobras provocaron que la Unión Soviética, como contrapartida, endureciera el enfoque de su política exterior y entre otras medidas creó el Kominform en octubre de 1947.

## Italia
En Italia existía un gobierno de coalición entre democristianos, socialistas y comunistas desde el final de la Segunda Guerra Mundial. Sin embargo, en 1947 la Democracia Cristiana, liderada por Alcide De Gasperi, primer ministro de Italia, estaba perdiendo popularidad y temía que una coalición izquierdista tomase el poder. El Partido Comunista Italiano (PCI) había crecido rápidamente en influencia y militantes gracias a su participación en la resistencia italiana y en la posguerra por su apoyo a los aparceros de Sicilia, Toscana y Umbría. Este apoyo a los trabajadores agrícolas se vio especialmente reforzado tras las reformas del ministro de Agricultura, el comunista Fausto Gullo. El 1 de mayo de 1947, el país entró en una crisis política tras el asesinato en la masacre de Portella della Ginestra de once campesinos de izquierda (incluidos cuatro niños) en el desfile del Día de los Trabajadores de Palermo, a manos del bandolero anticomunista Salvatore Giuliano y sus seguidores. Aprovechando el caos político generado, el primer ministro diseñó la expulsión de todos los ministros de izquierda, tanto comunistas como socialistas, para el 31 de mayo. El PCI no volvió a acceder al gobierno nacional durante las dos décadas posteriores. De Gasperi tomó esta decisión por la presión del secretario de Estado de Estados Unidos, George Marshall, quien le comunicó que la constitución de un gobierno anticomunista era una condición necesaria para recibir ayuda estadounidense. El embajador estadounidense en Italia, James C. Dunn, incluso preguntó a De Gasperi si era posible disolver el parlamento e ilegalizar al Partido Comunista.
La crisis política y el movimiento anticomunista en Italia estaban en gran medida influidos por la mafia siciliana. La mafia había establecido profundas conexiones con la Democracia Cristiana desde mediados de la década de 1940 gracias a figuras como Calogero Vizzini, colaborador del ejército estadounidense. La mafia, cada vez más politizada, empleó el terror y la violencia contra el movimiento obrero y el Partido Comunista, asesinando a numerosos izquierdistas en este período. La masacre perpetrada por Salvatore Giuliano a menudo se relaciona con otros eventos asociados a la derecha italiana. Según Peter Robb: 

La mafia había encargado el crimen a los políticos […] justo cuando estaba eliminando a comunistas, socialistas y sindicalistas concretos. Otra docena había sido asesinada ese mismo año […] la mafia se estaba volviendo útil para sus protectores políticos, un patrón que perduraría durante décadas.

Antes de su extraña muerte bajo custodia policial, el compañero de Guiliano, Gaspare Pisciotta, implicó a la Democracia Cristiana directamente en la masacre a través del ministro de Interior, Mario Scelba. Los escritores Gaia Servadio y Peter Dale Scott creen que Estados Unidos participó a través de una red de inteligencia de la mafia dirigida por William J. Donovan. Aunque las acusaciones de mayor gravedad o contra determinadas figuras es un tema aún controvertido, sí existe consenso en señalar que Giuliano «estaba siendo utilizado como vanguardia de una batalla de política interna contra los comunistas».

## Francia
En Francia, existía una coalición de gobierno tripartita presidida por Paul Ramadier. Sin embargo, las políticas contradictorias de los partidos que la componían crearon tensiones crecientes en el seno del ejecutivo. El Partido Comunista Francés (PCF) era el partido con más apoyo del país, uno de cada cuatro franceses lo votaban, el mayor porcentaje de votos de cualquier partido francés entre 1946 y 1956. Ramadier comenzó a recibir advertencias del embajador de Estados Unidos, Jefferson Caffery, de que la presencia de comunistas en el gobierno francés llevaría a un bloqueo de la ayuda estadounidense «o algo peor». Ramadier, político radical socialista de la SFIO, comenzó entonces a buscar un pretexto para purgar a los comunistas del gobierno. En 1947 empezó una gran oleada de huelgas en Francia y circulaba el rumor entre los ministros del SFIO de que los comunistas estaban organizando un golpe de Estado para el 1 de mayo y movilizaron en secreto al ejército. Cuando los ministros del Partido Comunista se opusieron en una votación a las políticas salariales del presidente, este los expulsó del gobierno el 5 de mayo. Un año después, Estados Unidos otorgó a Francia cientos de millones de dólares en ayuda como parte del Plan Marshall. Con el tiempo se descubrió que no había planeado ningún golpe de Estado y que incluso el PCF había desalentado las huelgas de abril. La ausencia de los comunistas del gobierno francés se prolongó más allá de la existencia de la Cuarta República y produjo un notable efecto en el sistema de partido y la inestabilidad gubernamental. El historiador Maynard Williams describió el 5 de mayo de 1947 como «la fecha más importante de la historia de la Cuarta República».